# Heinrich Ruhl
Heinrich Ruhl (Frankfurt am Main, 31 augustus 1915 – Wunstorf, 1 december 2015) was een Duits majoor, die diende tijdens de Tweede Wereldoorlog. Hij vocht mee in de Slag om Frankrijk in 1940, de Operatie Barbarossa in 1941 en in het Koerland in 1944. Ruhl werd gedecoreerd met het Ridderkruis van het IJzeren Kruis en andere hoge onderscheidingen. Ruhl overleed in december 2015 op 100-jarige leeftijd.

## Decoraties
- Ridderkruis van het IJzeren Kruis met eikenloof
- Gewondeninsigne
- Nahkampfspange
- Allgemeines Sturmabzeichen
- Duits Kruis